# Chrysopodes (Neosuarius) tristellus
Chrysopodes (Neosuarius) tristellus is een insect uit de familie van de gaasvliegen (Chrysopidae), die tot de orde netvleugeligen (Neuroptera) behoort. 
Chrysopodes (Neosuarius) tristellus is voor het eerst wetenschappelijk beschreven door Navás in 1920.